# District de Nové Mesto nad Váhom
Le district de Nové Mesto nad Váhom est l'un des 79 districts de Slovaquie dans la Région de Trenčín.

## Démographie

### Évolution de la population
| Année:               | 1994.  | 2004.   | 2014.   | 2024.   |
| -------------------- | ------ | ------- | ------- | ------- |
| Nombre de personnes: | 64 563 | 63 119  | 62 531  | 61 303  |
| Différence:          |        | -2,23 % | -0,93 % | -1,96 % |

| Année:               | 2023.  | 2024.   |
| -------------------- | ------ | ------- |
| Nombre de personnes: | 61 349 | 61 303  |
| Différence:          |        | -0,07 % |

## Liste des communes
Source :

### Villes
- Nové Mesto nad Váhom
- Stará Turá

### Villages
Beckov | Bošáca | Brunovce | Bzince pod Javorinou | Čachtice | Častkovce | Dolné Srnie | Haluzice | Horná Streda | Hôrka nad Váhom | Hrádok | Hrachovište | Kálnica | Kočovce | Lubina | Lúka | Modrová | Modrovka | Moravské Lieskové | Nová Bošáca | Nová Lehota | Nová Ves nad Váhom  | Očkov | Pobedim | Podolie | Potvorice | Považany | Stará Lehota | Trenčianske Bohuslavice | Vaďovce | Višňové | Zemianske Podhradie